# Amritsar (stad)
Amritsar (Punjabi: ਅੰਮ੍ਰਿਤਸਰ) is een stad in de staat Punjab in het noordwesten van India. De stad is gelegen in het gelijknamige district Amritsar, niet ver van de grens met Pakistan, en had volgens de volkstelling van 2001 975.695 inwoners.
Het is het spirituele centrum van het sikhisme en hier staat ook de Harmandir Sahib, of de Gouden Tempel. In en rond de stad wordt voornamelijk Punjabi gesproken. Andere talen zijn: Hindi, Urdu en Engels.
In de 16e eeuw werd de stad gesticht door Goeroe Ram Das.
De Slachting van Amritsar op 13 april 1919 door de soldaten van de Britse generaal Reginald Dyer, waarbij de Britten op een demonstrerende menigte schoten en daarbij 379 Indiërs doodden en 1200 anderen verwondden, heeft sterk bijgedragen tot de nationale bewustwording van de bevolking van India.

## Stedenband
- Bakersfield (Verenigde Staten), sinds 2011[2]

## Geboren
- Sahib Singh Sokhey (1887-1971), medicus en politicus
- Jeetendra (1942), acteur en filmproducent
- Rajesh Khanna (1942-2012), acteur, filmproducent en politicus
- Joseph Coutts (1945), kardinaal
- Akshay Kumar (1967), acteur